# Takayuki Suzuki
Takayuki Suzuki (鈴木隆行 Suzuki Takayuki?) (5 de junio de 1976 en Hitachi, Prefectura de Ibaraki, Japón) es un exfutbolista japonés que jugaba en la posición de delantero y su último equipo fue el JEF United Ichihara Chiba de su país. Cabe destacar que Suzuki jugó los cuatro partidos con su selección en la Copa del Mundo 2002, anotando uno de los goles en el empate a dos contra la selección de Bélgica.

## Logros
- Copa Confederaciones 2001 Goleador con 2 tantos
- Copa Asiática 2004, Campeón.

## Carrera

### En competencias locales
| Season  | Team                | Country | División | Apps | Goals | Assists | Team Record |
| ------- | ------------------- | ------- | -------- | ---- | ----- | ------- | ----------- |
| 1995    | Kashima Antlers     | Japón   | 1        | 0    | 0     | 0       | 7th place   |
| 1996    | Kashima Antlers     | Japón   | 1        | 1    | 0     | ?       | Champions   |
| 1997    | CFZ                 | Brasil  | 3        | 21   | 7     | ?       | ?           |
| 1998    | Kashima Antlers     | Japón   | 1        | 3    | 1     | ?       | Champions   |
| 1998    | JEF United Ichihara | Japón   | 1        | 7    | 0     | ?       | 16th place  |
| 1999    | CFZ                 | Brasil  | 3        | ?    | ?     | ?       | ?           |
| 1999    | Kashima Antlers     | Japón   | 1        | 1    | 0     | ?       | 9th place   |
| 2000    | Kawasaki Frontale   | Japón   | 1        | 11   | 0     | ?       | 16th place  |
| 2000    | Kashima Antlers     | Japón   | 1        | 5    | 2     | ?       | Champions   |
| 2001    | Kashima Antlers     | Japón   | 1        | 26   | 6     | ?       | Champions   |
| 2002    | Kashima Antlers     | Japón   | 1        | 8    | 0     | ?       | 4th place   |
| 2002-03 | Racing Genk         | Bélgica | 1        | 19   | 0     | ?       | 6th place   |
| 2003    | Kashima Antlers     | Japón   | 1        | 4    | 0     | ?       | 5th place   |
| 2003-04 | Heusden-Zolder      | Bélgica | 1        | 30   | 5     | ?       | 17th place  |
| 2004    | Kashima Antlers     | Japón   | 1        | 14   | 5     | ?       | 6th place   |
| 2005    | Kashima Antlers     | Japón   | 1        | 25   | 3     | ?       | 3rd place   |
| 2005-06 | Red Star Belgrade   | Serbia  | 1        | 6    | 0     | ?       | Champions   |
| 2006-07 | Red Star Belgrade   | Serbia  | 1        | 0    | 0     | 0       | Champions   |
| 2007    | Yokohama F. Marinos | Japón   | 1        |      |       |         |             |

### En competencias internacionales
| Season  | Team        | Country | Competition           | Apps | Goals | Assists | Team Record |
| ------- | ----------- | ------- | --------------------- | ---- | ----- | ------- | ----------- |
| 2002-03 | Racing Genk | Bélgica | UEFA Champions League | 4    | 0     | 1       | Round 1     |

## Por la selección nacional

### En competiciones mayores
| Team  | Competition                       | Category | Appearances | Appearances | Goals | Team Record |
| Team  | Competition                       | Category | Start       | Sub         | Goals | Team Record |
| ----- | --------------------------------- | -------- | ----------- | ----------- | ----- | ----------- |
| Japón | 2001 FIFA Confederations Cup      | Senior   | 3           | 0           | 2     | Runners-up  |
| Japón | 2002 FIFA World Cup               | Senior   | 3           | 1           | 1     | Round of 16 |
| Japón | 2004 AFC Asian Cup                | Senior   | 6           | 0           | 1     | Champion    |
| Japón | 2005 FIFA Confederations Cup      | Senior   | 0           | 1           | 0     | Round 1     |
| Japón | 2006 FIFA World Cup qualification | Senior   | 5           | 4           | 3     | Qualified   |

### Goles por la Selección
| #   | Date              | Venue            | Opponent   | Score | Result | Competition                       |
| --- | ----------------- | ---------------- | ---------- | ----- | ------ | --------------------------------- |
| 1.  | June 2, 2001      | Niigata, Japón   | Camerún    | 2-0   | Won    | 2001 FIFA Confederations Cup      |
| 2.  | June 2, 2001      | Niigata, Japón   | Camerún    | 2-0   | Won    | 2001 FIFA Confederations Cup      |
| 3.  | October 7, 2001   | Southampton, UK  | Nigeria    | 2-2   | Draw   | Friendly                          |
| 4.  | June 4, 2002      | Saitama, Japón   | Bélgica    | 2-2   | Draw   | 2002 FIFA World Cup               |
| 5.  | June 9, 2004      | Saitama, Japón   | India      | 7-0   | Won    | 2006 FIFA World Cup qualification |
| 6.  | July 9, 2004      | Hiroshima, Japón | Eslovaquia | 3-1   | Won    | Friendly                          |
| 7.  | July 31, 2004     | Chongqing, China | Jordania   | 1-1   | Won    | 2004 AFC Asian Cup                |
| 8.  | August 18, 2004   | Shizuoka, Japón  | Argentina  | 1-2   | Lost   | Friendly                          |
| 9.  | September 8, 2004 | Calcuta, India   | India      | 4-0   | Won    | 2006 FIFA World Cup qualification |
| 10. | October 13, 2004  | Muscat, Omán     | Omán       | 1-0   | Won    | 2006 FIFA World Cup qualification |
| 11. | February 2, 2005  | Saitama, Japón   | Siria      | 3-0   | Won    | Friendly                          |